# Melbourne Aussie
Albums de CharlÉlie Couture
Solo Girls
(1988) Victoria Spirit
(1991)
Melbourne Aussie est un album de CharlÉlie Couture sorti en 1990.

## Liste des titres de l'album
Toutes les chansons sont écrites et composées par CharlÉlie Couture, sauf mention contraire.
| No  | Titre                              | Auteur | Durée |
| --- | ---------------------------------- | ------ | ----- |
| 1.  | La Vague                           |        | 3:30  |
| 2.  | Dreamland                          |        | 3:48  |
| 3.  | Billie                             |        | 4: 06 |
| 4.  | Je sais que tu es là               |        | 3:40  |
| 5.  | Le Biker (sous l'horizon diagonal) |        | 3:50  |
| 6.  | Melbourne (1990)                   |        | 2:59  |
| 7.  | Qui a tué Benji                    |        | 3:20  |
| 8.  | Mao Mao (Ded Kat Buk)              |        | 3:22  |
| 9.  | Heart, Attack & Money              |        | 1:37  |
| 10. | Deejee Lobster Blues               |        | 2:41  |
| 11. | Écrire                             |        | 3:17  |
| 12. | Running Man                        |        | 2:38  |
| 13. | Melbourne (Aussie)                 |        | 1:13  |

## Personnel

### Musiciens
- CharlÉlie Couture : chant, guitare, claviers, harmonica
- Alice Botté : guitare
- Terry Doolan : guitare
- Andrew Pendlebury (en) : guitare acoustique, guitare électrique
- Chris Stockley : guitare slide, lap steel guitar, dobro
- Peter Luscombe (en) : batterie
- Alex Pertout : percussions
- Jeremy Aslop : guitare basse
- Bill Harrower : saxophone, flûte
- Myriam Betty : chœurs